# 北風 (2018年電影)
是一部2018年上映的韓國劇情片，由《与犯罪的战争：坏家伙的全盛时代》《群盗：民乱的时代》的導演尹鍾彬執導，黃晸玟、李聖旻、趙震雄及朱智勳主演。該片入圍第71屆坎城影展午夜單元，獲得第27屆釜日电影奖的最佳影片、導演、最佳男主角、男配角、劇本及美術獎7項大獎提名，從演技到技術全方面獲得評審的肯定。

## 劇情概要
故事背景為1990年代中期的朝鮮半島，改編自大韓民國國家情報院前身機構「國家安全企劃部」的情報員黑金星的真實故事。劇中主角偽裝成商人與朝鮮進行商業交易，藉此滲透至各軍事單位打探情報，卻陷入兩國權力高層之間的恐怖鬥爭。

## 演員陣容
- 黃晸玟 飾演 朴皙映，暗號黑金星。
- 李聖旻 飾演 李明運，朝鮮海外經濟處長。
- 趙震雄 飾演 崔學成，韓國國安企劃部海外調查室長。
- 朱智勳 飾演 鄭武澤，朝鮮國安保衛部課長。
- 金洪發 飾演 金銘秀，對外經濟委員會幹部。
- 鄭素利 飾演 李紅雪
- 奇周峰 飾演 金正日
- 金應洙 飾演 金部長
- 蔡勇 飾演 黃炳哲
- 朴鎮榮 飾演 金長赫
- 南文哲 飾演 朴議員
- 崔秉默 飾演 劉議員
- 金仁友 飾演 清原先生
- 鄭基燮 飾演 安企部特工1
- 李承俊 飾演 保衛部特工1
- 梁玄敏 飾演 保衛部特工2
- 許勝 飾演 保衛部特工3
- 嚴志滿 飾演 國家安全保衛部特工4
- 白承益 飾演 保衛部特工5
- 權範澤 飾演 甘別仕
- 崔鄭仁 飾演 朴錫英妻子
- 金素辰 飾演 韓昌柱妻子
- 朴慧英 飾演 李明雲妻子
- 郭子亨 飾演 張成勳
- 金智娜 飾演 貿易公司職員
- 趙珠熙 飾演 趙明愛
- 洪基俊 飾演 繼任軍官
- 柳聖賢 飾演 火車海關官員
- 朴赫民 飾演 警備隊官員
- 尹大烈 飾演 警備隊兵士1
- 金容奭 飾演 警備隊兵士2
- 金鍾泰 飾演 警備隊兵士3
- 車智憲 飾演 鄭武澤妻子
- 李漢娜 飾演 朴錫英女兒
- 徐珠妍 飾演 韓昌柱女兒
- 朴民洙 飾演 李明雲兒子
- 朴英雄 飾演 電話官
- 鄭承裴 飾演 書記局幹部
- 金葵南 飾演 推手推車的人
- 朴景燦 飾演 大佐
- 金秀妍 飾演 護士
- 金賢 飾演 不動產社長
- 朴元熙 飾演 收容所指揮官
- 閔武濟 飾演 派到韓國的間諜
- 李相元 飾演 招待所警衛兵
- 郭振錫 飾演 北京特工1
- 李載宇 飾演 北京特工2
- 朱海恩 飾演 美人計北韓特工
- 韓秀賢 飾演 廣告導演
- 白勝哲 飾演 被槍殺的火車乘客
- 孫成燦 飾演 安企部內事官
- 李東熙 飾演 景福宮攝影師
- 朱寶英 飾演 廣告公司職員
- 權赫 飾演 快遞員
- 薛昌熙 飾演 報社記者
- 韓昌賢 飾演 小隊長
- 鄭鐘佑 飾演 小隊長
- 徐錫奎 飾演 開票節目群眾
- 李正烈 飾演 宴會場軍官
- 安斗浩 飾演 宴會場軍官
- 琴世祿 飾演 親衛隊女軍官
- 姜德重 飾演 邊防隊員
- 金美慧 飾演 新聞主播
- 黃仁俊 飾演 扣押搜查的檢察官
- 金鍾洙 飾演 金會長（聲音出演）
- 盧正烈 飾演 金大中（聲音出演）
- 朴誠雄 飾演 韓昌柱，廣告公司老闆。（友情出演）
- 金秉玉 飾演 張博士（友情出演）
- 李孝利 飾演 本人（特别出演）[9]

## 製作
2017年1月24日開始拍攝，並於同年7月25日殺青。因劇組無法於北京實地取景，而改在臺灣的台北、基隆、高雄等地為期1個半月拍攝。將台北市的華西街夜市打造成王府井大街，以及中山樓改成金正日接見黑金星的萬壽臺議事堂。

## 發行
該片在2018年5月11日登上韓國入口網站熱搜冠軍。原訂台灣上映日期為2018年8月24日，但後來延至同年9月7日。

## 提名及獲獎紀錄
| 年份   | 頒獎典禮                           | 獎項             | 入圍者         | 結果 |
| ------ | ---------------------------------- | ---------------- | -------------- | ---- |
| 2018年 | 第27屆釜日電影獎                   | 最優秀作品獎     | 最優秀作品獎   | 獲獎 |
| 2018年 | 第27屆釜日電影獎                   | 劇本獎           | 劇本獎         | 獲獎 |
| 2018年 | 第27屆釜日電影獎                   | 美術獎           | 美術獎         | 獲獎 |
| 2018年 | 第27屆釜日電影獎                   | 最佳男主角       | 李聖旻         | 獲獎 |
| 2018年 | 第27屆釜日電影獎                   | 最佳男配角       | 朱智勛         | 獲獎 |
| 2018年 | 第6屆Marie Claire Asia Star Awards | Asia Star獎      | 朱智勛         | 獲獎 |
| 2018年 | 第55屆大鐘獎                       | 最佳電影         | 最佳電影       | 提名 |
| 2018年 | 第55屆大鐘獎                       | 最佳導演         | 尹鍾彬         | 提名 |
| 2018年 | 第55屆大鐘獎                       | 最佳男主角       | 李聖旻、黃晸玟 | 獲獎 |
| 2018年 | 第55屆大鐘獎                       | 最佳男配角       | 奇周峰         | 提名 |
| 2018年 | 第55屆大鐘獎                       | 企劃獎           | 企劃獎         | 提名 |
| 2018年 | 第55屆大鐘獎                       | 攝影獎           | 攝影獎         | 提名 |
| 2018年 | 第55屆大鐘獎                       | 剪輯獎           | 剪輯獎         | 提名 |
| 2018年 | 第55屆大鐘獎                       | 劇本獎           | 劇本獎         | 提名 |
| 2018年 | 第55屆大鐘獎                       | 照明獎           | 照明獎         | 提名 |
| 2018年 | 第55屆大鐘獎                       | 最佳服裝設計     | 最佳服裝設計   | 提名 |
| 2018年 | 第55屆大鐘獎                       | 美術獎           | 美術獎         | 獲獎 |
| 2018年 | 第55屆大鐘獎                       | 技術獎           | 技術獎         | 提名 |
| 2018年 | 第2屆The Seoul Awards              | 最佳電影         | 最佳電影       | 獲獎 |
| 2018年 | 第2屆The Seoul Awards              | 最佳男主角       | 李聖旻         | 提名 |
| 2018年 | 第2屆The Seoul Awards              | 最佳男配角       | 朱智勛         | 獲獎 |
| 2018年 | 第38屆韓國電影評論家協會獎         | 最佳導演         | 尹鍾彬         | 獲獎 |
| 2018年 | 第38屆韓國電影評論家協會獎         | 最佳男主角       | 李聖旻         | 獲獎 |
| 2018年 | 第38屆韓國電影評論家協會獎         | 最佳男配角       | 朱智勛         | 獲獎 |
| 2018年 | 第38屆韓國電影評論家協會獎         | 十一佳電影       | 十一佳電影     | 獲獎 |
| 2018年 | 第39屆青龍電影獎                   | 最佳電影         | 最佳電影       | 提名 |
| 2018年 | 第39屆青龍電影獎                   | 最佳導演         | 尹鍾彬         | 獲獎 |
| 2018年 | 第39屆青龍電影獎                   | 最佳男主角       | 李聖旻         | 提名 |
| 2018年 | 第39屆青龍電影獎                   | 最佳男配角       | 朱智勛         | 提名 |
| 2018年 | 第39屆青龍電影獎                   | 攝影獎           | 崔燦敏、尹淑文 | 提名 |
| 2018年 | 第39屆青龍電影獎                   | 剪輯獎           | 金尙範、金在範 | 提名 |
| 2018年 | 第39屆青龍電影獎                   | 劇本獎           | 劇本獎         | 提名 |
| 2018年 | 第39屆青龍電影獎                   | 美術獎           | 美術獎         | 獲獎 |
| 2018年 | 第39屆青龍電影獎                   | 音樂獎           | 曹英沃         | 提名 |
| 2018年 | 第5屆韓國電影製作人協會獎          | 攝影獎           | 崔燦敏、尹淑文 | 獲獎 |
| 2018年 | 第5屆韓國電影製作人協會獎          | 照明獎           | 劉錫文         | 獲獎 |
| 2018年 | 第5屆韓國電影製作人協會獎          | 美術獎           | 朴一賢         | 獲獎 |
| 2018年 | 第18屆韓國導演選擇獎               | 年度最佳男演員獎 | 李聖旻         | 獲獎 |
| 2018年 | 第18屆韓國導演選擇獎               | 年度特別提及獎   | 年度特別提及獎 | 獲獎 |
| 2019年 | 第10屆年度電影獎                   | 作品獎           | 作品獎         | 獲獎 |
| 2019年 | 第10屆年度電影獎                   | 最佳男主角       | 李聖旻         | 獲獎 |
| 2019年 | 第10屆年度電影獎                   | 男子配角獎       | 朱智勛         | 獲獎 |
| 2019年 | 第55屆百想藝術大獎                 | 作品獎           | 作品獎         | 獲獎 |
| 2019年 | 第55屆百想藝術大獎                 | 導演獎           | 導演獎         | 提名 |
| 2019年 | 第55屆百想藝術大獎                 | 男子最優秀演技獎 | 李聖旻         | 獲獎 |
| 2019年 | 第55屆百想藝術大獎                 | 劇本獎           | 權聖輝、尹鍾彬 | 提名 |
| 2019年 | 第55屆百想藝術大獎                 | 藝術獎           | 朴一賢（美術） | 提名 |

## 外部連結
- NAVER上《北風》的資料
- Daum上《北風》的資料

- 韩国电影数据库（KMDb）上《北風》的資料
- 互联网电影数据库（IMDb）上《北風》的资料（英文）
- 開眼電影網上《北風》的資料（繁體中文）
- 《北風》在HanCinema的页面（英文）
- 爛番茄上《北風》的資料（英文）
- 豆瓣电影上《北風》的資料 （简体中文）